# دیسارت (آیووا)
دیسارت (به انگلیسی: Dysart) شهری در ایالت آیووا کشور ایالات متحده آمریکا است که جمعیت آن در سرشماری سال ۲۰۱۰ میلادی، ۱٬۳۷۹ نفر بوده‌است.